# Павлоградський ґебіт
Павлогра́дський ґебі́т, окру́га Павлогра́д (нім. Kreisgebiet Pawlograd «Павлоградська округа») — адміністративно-територіальна одиниця генеральної округи Дніпропетровськ райхскомісаріату Україна часів німецько-радянської війни, з центром у місті Павлоград.

## Історія
Ґебіт утворено о 12 годині дня 1 вересня 1942 року  на тимчасово окупованій німецькими військами території Дніпропетровської області у рамках поширення цивільної влади генеральної округи Дніпропетровськ на лівобережну Дніпропетровщину, що до того часу підпорядковувалася військовій адміністрації тилового району групи армій «Центр». Спочатку ґебіт називався Петропавлівським, а місцем перебування ґебітскомісара була Петропавлівка. 
Станом на 1 вересня 1943 року округа Павлоград (Павлоградський ґебіт) поділялася на 3 райони: район Павлоград (нім. Rayon Pawlograd), район Петропавлівка (нім. Rayon Petropawlowka) і район Юр'ївка (нім. Rayon Jurjewka) — які відповідали трьом довоєнним радянським районам: Павлоградському, Петропавлівському і Юр'ївському.
У ґебіті виходило періодичне видання «Українець» (11 листопада 1941 — 1943), яке з № 40 змінило назву на «Павлоградська газета». Редактор — Григорій Чапля.
18 вересня 1943 року Павлоград відвоювали радянські війська і гебіт припинив своє існування. 